# Doncricotopus bicaudatus
Doncricotopus bicaudatus är en tvåvingeart som beskrevs av Ole Anton Saether 1981. Doncricotopus bicaudatus ingår i släktet Doncricotopus och familjen fjädermyggor.
Artens utbredningsområde är Northwest Territories, Kanada. Inga underarter finns listade i Catalogue of Life.